# Skatoony
Skatoony est un jeu télévisé avec des quiz pour enfants canadiens et britanniques, diffusé au Royaume-Uni depuis octobre 2006 sur Cartoon Network et au Québec à partir du 28 octobre 2010 sur Télétoon.
À Skatoony des vrais enfants de 8 à 12 ans (sauf au Québec c'est interdit aux moins de 13 ans d'y participer) affrontent des personnages de dessin animé dans un quiz flyé.
À la première saison canadienne de l'émission, il y a des personnages des trois premières saisons de la série Défis extrêmes, et pour la deuxième saison, des personnages de Défis extrêmes et Jimmy l'Intrépide.

## Doublage québécois (animation)
- Stéphane Rivard : le Présentateur / Colonel Zeppo / la Grille de la Terreur
- Sylvain Hétu : Tony
- Tristan Harvey : Earl
- Patrick Chouinard : Ki le gorille
- François Caffiaux : Chudd Chudders

 Source et légende : version québécoise (VQ) sur Doublage.qc.ca